# Iglesia de San Pedro del Olmo (Toro)
La iglesia de San Pedro del Olmo se encuentra en la ciudad de Toro de la provincia de Zamora, data del año 1260 según se la cita como Sanctus Petrus de Porta Putei Antiqui, denominada así por estar en los aledaños de dicha puerta de la muralla. Llegó a ser una de las iglesias más importantes de la ciudad, pero ya en el siglo XIX comienza su estado de ruina, los ábsides, un par de portadas, parte de la torre y el perímetro de los muros se encuentras semiderruidos.

## Descripción
Se estructura en una sola nave y cabecera, con tramo presbiteral recto y ábside semicircular. La cabecera se cubre con bóveda de cañón así como el ábside; éste queda separado del cuerpo de la iglesia por medio de un arco agudo de tres arquivoltas que descansan sobre jambas escalonadas rematadas con impostas.
El interior se decora con doble orden de arquerías semicirculares separadas por un friso de esquinillas; la superior es de menor longitud y se trasdosa con otro friso igual adornado de nacela; se ornamentan los arcos superiores con pinturas, de finales del siglo XIII y principios del siglo XIV, representando a Cristo y los Apóstoles. 
En el exterior se repiten las arquerías ciegas dobles, rematadas con sardineles, friso de esquinillas, ladrillo en nacela y alero escalonado. Se conserva una portada con cuatro arquivoltas apuntadas sobre jambas escalonadas, adornada con dos frisos en esquinillas separados por ladrillos en vertical.